# Катастрофа Ту-154 под Хабаровском
Катастрофа Ту-154 под Хабаровском — крупная авиационная катастрофа, произошедшая в четверг 7 декабря 1995 года в Хабаровском крае. Авиалайнер Ту-154Б-1 Хабаровского ОАО выполнял внутренний рейс KHV 3925/3949 по маршруту Хабаровск—Южно-Сахалинск—Хабаровск—Улан-Удэ—Новосибирск, но через 25 минут после вылета из Южно-Сахалинска свалился с эшелона и врезался в гору Бо-Джауса в 274 километрах от Хабаровска. Погибли все находившиеся на его борту 98 человек — 90 пассажиров и 8 членов экипажа.

## Самолёт
Ту-154Б (регистрационный номер СССР-85164, заводской 76А164, серийный 0164) был выпущен Куйбышевским авиационным заводом (КуАПО) 30 июля 1976 года и передан Министерству гражданской авиации, которое ко 2 августа направило авиалайнер в авиакомпанию «Аэрофлот» (Шереметьевский ОАО Центрального управления международных воздушных сообщений). 2 июня 1980 года лайнер перевели в 1-й Хабаровский объединённый авиаотряд. После распада СССР и ликвидации МГА СССР Хабаровский объединённый авиаотряд был преобразован в отдельное авиапредприятие, но при этом все самолёты в нём продолжали носить ливрею «Аэрофлота». По неуточнённым данным, в марте 1993 года авиалайнер был доработан до модели Ту-154Б-1. Оснащён тремя турбовентиляторными двигателями НК-8-2У производства Казанского моторостроительного производственного объединения (КМПО). При назначенном ресурсе 15 000 циклов «взлёт-посадка», 35 000 часов и 20 календарных лет, на день катастрофы 19-летний авиалайнер совершил 13 801 цикл «взлёт-посадка» и налетал 30 001 час 25 минут, из них с момента последнего ремонта (23 сентября 1991 года) — 2508 циклов «взлёт-посадка» и 5411 часов.
Всего самолёт прошёл 4 крупных ремонта, последний из которых проводился 23 сентября 1991 года на заводе № 401 ГА. Последнее техническое обслуживание выполнялось по форме Ф-2 1 декабря 1995 года инженерно-авиационной службой (ИАС) Хабаровского ОАО, при этом также дополнительно были заменены двигатели №1 (левый) и №2 (средний) и проведён дополнительный объём работ для эксплуатации самолёта до отработки межремонтного ресурса.
Ремонт самолёта на заводе № 400 ГА был совершен с нарушением требований «Руководства по эксплуатации» и производственной инструкции. В результате у данного самолета была склонность к кренению (скоростная «валежка») при определенных режимах полета.

## Экипаж
Самолётом управлял очень опытный экипаж, его состав был таким:
- Командир воздушного судна (КВС) — 46-летний Виктор Константинович Сумароков. Пилот 1-го класса ГА, в 1970 году окончил Бугурусланское ЛУ, где получил среднее специальное образование, а в 1978 году окончил Ордена Ленина Академию гражданской авиации, где получил высшее образование. Срок действия лётного свидетельства был до 6 ноября 1996 года. Был допущен к полётам по категории 1 ИКАО метеоминимума (60 на 800 метров) и 400 метров для взлёта. Налетал 12 225 часов, 5054 из них на Ту-154 (3974 из них в качестве КВС). Ранее авиационных происшествий и инцидентов не имел[1].
- Второй пилот — 43-летний Станислав Александрович Ревидович. Пилот 1-го класса ГА, в 1975 году окончил Омское лётно-техническое училище (ЛТУ), где получил среднее специальное образование, а в 1991 году окончил Ордена Ленина Академию гражданской авиации, где получил высшее образование. Срок действия лётного свидетельства был до 4 апреля 1996 года. Налетал 10 294 часа, 1620 из них на Ту-154. Ранее имел один инцидент — выкатывание за пределы ВПП в аэропорту Иркутск в 1994 году[1].
- Штурман — 32-летний Александр Алексеевич Мартынов. Штурман 2-го класса ГА, в 1989 году окончил Кировоградское высшее лётное училище гражданской авиации (КВЛУ ГА), где получил высшее образование. Срок действия лётного свидетельства был до 27 апреля 1996 года. Налетал 5008 часов, 1990 из них на Ту-154. Ранее авиационных происшествий и инцидентов не имел[1].
- Бортинженер — 30-летний Григорий Алексеевич Мороз. Бортинженер 3-го класса ГА, в 1991 году окончил КИИ ГА, где получил высшее образование. Срок действия лётного свидетельства был до 26 декабря 1996 года. Налетал 1816 часов, все на Ту-154. Ранее авиационных происшествий и инцидентов не имел[1].

В день катастрофы все 4 пилота работали 7 часов 20 минут, из них в полёте — 1 час 25 минут.
В салоне самолёта работали четверо бортпроводников:
- Ольга Пантелеевна Шинкаренко, 39 лет.
- Ирина Владимировна Ширинова, 34 года.
- Алексей Николаевич Вовченко, 32 года.
- Инна Геннадьевна Филиппова, 32 года.

## Хронология событий

### Вылет из Хабаровска, посадка в Южно-Сахалинске
Ту-154Б-1 борт RA-85164 выполнял рейс KHV 3925/3949: сначала круговой перелёт из Хабаровска в Южно-Сахалинск и обратно, а затем из Хабаровска в Новосибирск с промежуточной посадкой в Улан-Удэ. Вылет из Хабаровска планировался в 06:45. Предполётную подготовку экипаж провёл в течение 1,5 часов перед вылетом, пройдя все виды проверок. Авиалайнер в свою очередь прошёл необходимое техобслуживание и в его баки было залито 22 500 килограммов кондиционного топлива. Но из-за ухудшившихся метеоусловий в аэропорту Южно-Сахалинска вылет был перенесён, а экипаж был отправлен в профилакторий аэропорта, где находился в течение 4,5 часов (с 08:00 до 12:30). После улучшения метеоусловий в Южно-Сахалинске экипаж прошёл повторный медицинский контроль и в 13:38 рейс 3949 вылетел из Хабаровска, на его борту находился только экипаж — 4 пилота и 4 бортпроводника. Взлётный вес и центровка самолёта не выходили за пределы установленных ограничений.
Набор высоты до заданного эшелона FL330 (10 100 метров) осуществлялся с приборной скоростью 550 км/ч. При этом после уборки шасси и закрылков штурвал был отклонён вправо на 12-15° для парирования левого крена. Элероны при этом отклонились на угол 2-2,5°. На высоте 3900 метров при этом положении штурвала была включена АБСУ-154 в режим стабилизации курса и тангажа, в процессе дальнейшего набора высоты элероны плавно отклонялись автоматической системой управления с выдерживанием нулевого крена при неизменном исходном положении штурвала и к моменту выхода самолёта на крейсерский режим достигли значения 4° (против левого крена).
Взлёт, набор высоты и полёт по маршруту проходили нормально, без отклонений. В 14:34 самолёт совершил нормальную посадку в аэропорту Южно-Сахалинска.

### Вылет из Южно-Сахалинска
Стоянка рейса 3949 в Южно-Сахалинске длилась около 2 часов. Самолёт был обслужен по оперативной форме, при этом дозаправка авиатоплива не производилась. На борт лайнера сели 90 пассажиров, было загружено 6650 килограммов багажа и груза, в баках было 15 200 килограммов топлива. Взлётный вес самолёта составил 82 600 килограммов (центровка 25% САХ), что не выходило за установленные ограничения.
При подготовке к взлёту КВС распределил обязанности в экипаже: Пилотирование справа, связь слева. В 16:43 рейс KHV 3949 вылетел из Южно-Сахалинска. Взлёт выполнялся с магнитным курсом 12° на номинальном режиме работы двигателей, топливная система в режиме «Автомат». Набор заданной высоты 10 600 метров (эшелон FL350) осуществлялся на постоянной скорости 550 км/ч по прибору с левым разворотом.

### Полёт
Ввиду склонности данного самолета к скоростной «валежке», экипаж принял решение осуществить несимметричную ручную перекачку авиатоплива для обеспечения приемлемой балансировки по крену. В процессе набора высоты состоялся диалог КВС и бортинженера, связанный с оценкой расхода топлива по группам баков. Он закончился следующими фразами — бортинженер: Давай слева отработаем, КВС: Давай. К моменту включения автопилота исходное потребное отклонение штурвала для парирования левой «валежки» достигло около −30°. КВС ещё до включения автопилота отметил значительную несимметрию самолёта (расход штурвала более чем вдвое превышал допустимый уровень, резервы триммирования в поперечном канале исчерпаны) и спросил бортинженера: Как там по группам?, на что бортинженер ответил: Нормально.
К этому моменту запас авиатоплива в баках самолёта составлял 13 300 килограммов и оно, вероятно, было распределено следующим образом: бак №1 — 3300 килограммов, бак №2 — 3300 килограммов и бак №3 — 6700 килограммов. Не исключено, что при этом показания топливомеров левой группы баков на 400-500 килограммов превышали значения по правой группе (по бакам №2 и №3 соответственно).
В 16:54:30 лайнер занял эшелон FL350 и продолжал полёт на этой высоте на скорости 540-550 км/ч. Через минуту экипаж доложил службе УВД Южно-Сахалинска о занятии эшелона и получил указание перейти на связь с ВРЦ УВД Советская Гавань (в 640 километрах от Хабаровска). В 17:00 пилоты доложили своё место: Пролив 5 (точка в море — удаление до береговой черты материка 70 километров) и время следующего пункта доклада: В 17:11 Дагды; это было последнее радиосообщение с борта рейса KHV 3925/3949.

### Крен самолёта
К 17:06:50 крен самолёта вправо составил 10-15°, в это время экипаж приступил к предпосадочной подготовке. Не исключено, что односторонняя перекачка авиатоплива из левых баков уже была прекращена. Можно полагать, что пилоты не распознали начального развития крена по следующим причинам:
- не наблюдалось каких-либо нарушений работы АБСУ, что не вызывало у пилотов сомнений в её правильном функционировании;
- развитие крена было настолько медленным и плавным, что не могло вызвать у пилотов каких-либо акселерационных ощущений (угловое ускорение по крену было существенно ниже порога чувствительности человеческих рецепторов);
- в процессе набора высоты и выхода на трассу экипажем неоднократно выполнялись незначительные довороты с креном менее 15° (вероятно, штурманом). При этом использовалась соответствующая рукоятка автопилота.

В последующем, в течение 35 секунд (с 17:06:49 по 17:07:02) внимание экипажа было отвлечено от контроля крена на предпосадочную подготовку. В 17:07:20 при достижении самолётом угла крена около 30° на приборных панелях КВС и второго пилота сработала (штатно) световая сигнализация GPWS «КРЕН ВЕЛИК ПРАВЫЙ» (жёлтого цвета). Информация на бортовых самописцах свидетельствовала об отсутствии реакции пилотов на срабатывание указанной сигнализации.

### Катастрофа
В период 2 следующих секунд при заходе лайнера на посадку командир обратил внимание на ненормальную ситуацию, что выразилось в его восклицании: Чего это ты делаешь, а? Убавь!. К этому моменту изменения продольной перегрузки и углового ускорения по крену достигли значений, соизмеримых с порогом акселерационной чувствительности организма человека, что, возможно, и насторожило КВС. В течение следующих 2 секунд угловая скорость крена увеличилась до 2°/сек, вследствие повышения продольной перегрузки до 1,2-1,3 ед. и угол крена достиг 45°, один из пилотов отклонил штурвал влево примерно на 10° от исходного положения. Можно предполагать, что к этому моменту экипаж распознал ситуацию, связанную с правым кренением, что сопровождалось командой КВС: Держи! Автопилот выключи!.
Автопилот был выключен КБО в 17:07:34, когда угловая скорость вращения в поперечном канале достигла 5°/сек, а крен значения 75°. Самолёт перешёл в крутую спираль со снижением, нарастанием скорости и отрицательного угла тангажа. Несмотря на энергичное отклонение штурвала влево до 25°, пилоты не ощутили каких-либо признаков прекращения правого крена, так как с одной стороны, при отключении автопилота рулевой агрегат элерона РА-56, переместившись в нулевое положение, кратковременно переместил элероны на 7° в направлении создания правого крена; с другой — особенности индикации угла крена на пилотажных приборах ПКП могут затруднить своевременное и безошибочное определение направления крена при их абсолютных значениях более 60°.
Дальнейшие действия экипажа, сопровождавшиеся хаотическими знакопеременными перемещениями штурвала в быстро развивающейся аварийной ситуации (вертикальная скорость снижения 100 м/сек, разгон с темпом 10-15 км/ч за секунду, вращение по крену с угловой скоростью до 10°/сек и срабатывание большого количества аварийных сигналов) свидетельствовали о полной потере пространственной ориентации.
Ошибки пилотов при попадании лайнера в сложное пространственное положение в значительной мере порождаются отсутствием в программах подготовки (как в реальных полётах, так и на тренажёрах) упражнений для обучения пилотов и контроля их действий при непреднамеренном попадании в эволюцию, характеризующуюся значительными углами крена и тангажа.
В 17:08:20 рейс KHV 3925/3949 рухнул на склон горы Бо-Джауса на высоте 820 метров над уровнем моря в перевёрнутом положении с углом наклона траектории на пикирование около 70° на скорости по приборам более 1000 км/ч и вертикальной скорости снижения около 300 м/сек. От удара лайнер полностью разрушился, все 98 человек на его борту погибли.

### Поисково-спасательная операция
После того, как связь с рейсом KHV 3925/3949 пропала, начался его поиск. В операции участвовали самолёты и вертолёты Дальневосточного управления гражданской авиации, ВВС России и ВМФ России. Поиск проходил на территории Хабаровского и Приморского краёв, и в акватории Татарского пролива. Поисковая операция осложнялась коротким световым днём, большим расстоянием от предполагаемого места падения самолёта до аэродромов базирования, а также низкой температурой воздуха. Были опрошены жители населённых пунктов, военнослужащие, моряки и рыбаки, работники метеостанций.
Комиссия МАК обратилась к знаменитой в то время ясновидящей Джуне. Она указала район в два раза больший, чем обозначила комиссия, но тем не менее обломков самолёта в указанном Джуной районе не оказалось. 
По словам руководителей Комиссии РАН по борьбе с лженаукой академиков Эдуарда Круглякова и Евгения Александрова, МЧС России привлекало 127 экстрасенсов к поискам места авиакатастрофы. Их усилия в течение двух недель оказались безрезультатными. И только после того, как один из членов государственной комиссии потребовал обратиться к данным локаторов ПВО, обломки самолёта были найдены в течение нескольких часов.
18 декабря экипаж одного из вертолётов Ми-8, участвовавших в поисковой операции, обратил внимание на свежий оползень на заснеженном склоне горы Бо-Джауса. С вертолётов высадились спасатели и подтвердили, что место катастрофы рейса 3949 найдено, и что авиалайнер полностью разрушился при падении на склон горы. Крупные фрагменты самолёта на месте падения отсутствовали. Поверхность каменистого грунта была покрыта сильно измельчённой биологической массой.
Трудности при поиске бортовых самописцев были обусловлены тем, что рядом отсутствовали площадки для приземления вертолётов, был глубокий снежный покров, и не было возможности доставить тяжёлую технику. После того, как самописцы были найдены, поисковая операция закончилась.
Весной 1996 года, с наступлением оттепели, спасатели посетили место катастрофы и установили на горе Бо-Джауса памятный знак, а также обработали поверхность почвы дезинфицирующим веществом. В весенней экспедиции участвовали родственники некоторых погибших членов экипажа и пассажиров и священнослужители.

## Расшифровка переговоров
| 17:07:00 | КВС   | Внимание, экипаж! Приступить к предпосадочной подготовке. Посадка! Погода в Хабаровске соответствует минимуму. Запасной — Южно-Сахалинск. Посадка с курса 54 градуса. Давление 758, ветер 360, 2 метра в секунду. Температура -13 градусов. Сцепление 0,55. Особенностей на посадке никаких нет. Пилотирование справа, контролирующее слева. Связь слева. |
| 17:07:33 | GPWS  | КРЕН ВЕЛИК ПРАВЫЙ. |
| 17:07:35 | КВС   | Чего это ты делаешь, а? Убавь! |
| 17:07:36 | КВС   | Держи! Автопилот выключи! |
| 17:07:39 | Шт    | Вижу! Уходит! |
| 17:07:45 | КВС   | Ну что там? |
| 17:07:46 | Шт    | Крен! |
| 17:07:47 | КВС   | Чего, бл…ь? Куда! |
| 17:07:48 | Шт    | Крен, крен, крен, крен большой! |
| 17:07:49 |       | Звуковая сигнализация превышения скорости. |
| 17:07:50 | Шт    | Крен велик! |
| 17:07:51 | КВС   | Убавь крен! |
| 17:07:52 | Шт    | Скорость какая? |
| 17:07:53 | КВС   | Т…ю мать! Ну где мы сидим-то?! Первая система! |
| 17:07:55 | Шт    | Да, крен! Крен! Не видишь, что ли? |
| 17:07:57 | КВС   | Куда крен? |
| 17:07:58 | Шт    | Крен не видишь, что ли? |
| 17:08:01 | БИ    | Скорость! Скорость! |
| 17:08:02 | Шт    | Скорость какая? |
| 17:08:03 | КВС   | Крен выправляй! Крен выправляй! Не торопись! Потихоньку, потихоньку! |
| 17:08:06 | АУАСП | Сигнал запредельного угла атаки. |
| 17:08:12 | КВС   | Падаем! Падаем! |
| 17:08:14 | Шт    | Высота-а-а-а-а!!! |
| 17:08:16 | КВС   | Всё, бл…ь, всё! Пи…ец! |
| 17:08:19 | Шт    | Ну-у… |
| 17:08:20 |       | Звук удара. |
| 17:08:21 |       | Конец записи. |

## Расследование
Расследование причин катастрофы рейса KHV 3925/3949 проводил Межгосударственный авиационный комитет (МАК). Также для расследования причин катастрофы и оказания помощи семьям погибших была создана правительственная комиссия, председателем которой был назначен губернатор Хабаровского края Виктор Ишаев. Одним из членов правительственной комиссии был начальник Дальневосточного управления гражданской авиации Л. В. Нагорный.
В комиссии по расследованию создавались подкомиссии по направлениям деятельности: лётная, инженерно-техническая, административная и другие.
Проанализировав данные бортовых самописцев, следователи МАК склонилась к версии, что экипаж принял решение провести так называемую «ручную» перекачку авиатоплива, в связи с чем показания топливомеров левой группы стали превышать показания по правой группе. Это и было роковой ошибкой — у самолёта нарушилась центровка и он вошёл в самопроизвольный правый крен.

### Альтернативные версии
Среди родственников погибших в катастрофе рейса 3949 распространилась версия, будто лайнер «по ошибке» был сбит силами ПВО во время учебных пусков. Появлению этой версии способствовало то, что правительственная комиссия убедила их в отсутствии на месте катастрофы тел погибших. Отобранную группу родственников пассажиров, на которую ситуация на месте их гибели не оказала бы столь сильное психологическое воздействие, было решено доставить на «площадку», чтобы убедить их в целесообразности кремации останков погибших или их захоронения в братской могиле, что впоследствии и было сделано.

### Комментарии
1. ↑  Здесь и далее указано Всемирное координированное время — UTC